# Göran Holter
Göran Holter (* 16. November 1963) ist ein ehemaliger schwedischer Fußballspieler. Der Stürmer spielte in Schweden und Norwegen.

## Werdegang
Holter begann seine Karriere Anfang der 1980er Jahre beim seinerzeitigen Zweitligisten Degerfors IF. Mit dem Klub stieg er jedoch am Ende der Spielzeit 1981 in die Drittklassigkeit ab, zwei Jahre später gelang der Wiederaufstieg. Bis Ende 1985 bestritt er 116 A-Mannschaftsspiele für Degerfors IF und erzielte dabei 49 Tore.
Vor Beginn der Spielzeit 1986 wechselte Holter zum IFK Norrköping in die Allsvenskan. Hier war er schnell Stammkraft, mit sieben Saisontoren war er als torgefährlichster Offensivspieler am Einzug in die Meisterschafts-Play-Offs am Saisonende maßgeblich beteiligt. Dort schied er mit der Mannschaft um Tor-Arne Fredheim, Hans Eskilsson und Peter Lönn jedoch im Halbfinale gegen den späteren Meister Malmö FF aus. Auch im folgenden Jahr erzielte er sieben Saisontore, erneut endeten im Halbfinale – dieses Mal gegen IFK Göteborg – die Meisterschaftsträume. In der Spielzeit 1988 verpasste der Klub zwar als Tabellensechster die Endrunde der besten vier Mannschaften, im Landespokal erreichte er allerdings das Finalspiel. Zwar zählte Holter beim 3:1-Endspielerfolg über Örebro SK nicht zu den Torschützen, bei seinem ersten Titelgewinn stand er jedoch an der Seite von Jan Hellström, Ranko Đorđić und Sulo Vaattovaara in der Startformation. In der anschließenden Spielzeit zog die Mannschaft ins Meisterschaftsendspiel gegen Malmö FF ein. Nach einer 0:2-Heimniederlage durch Tore von Leif Engqvist und Martin Dahlin erzwang er durch sein Tor zum 1:0-Rückspielerfolg ein Entscheidungsspiel. Im nach einem 0:0-Remis zum Ende der Spielzeit notwendigen Elfmeterschießen gehörte er zu den Spielern die ihren Strafstoß verwandelten und somit zum Meisterschaftsgewinn beitrugen. In der anschließenden Saison stand die Mannschaft vor der Titelverteidigung. Als Tabellenzweiter war sie in die Endrunde eingezogen und hatte Östers IF Dank der Auswärtstorregel nach einer 3:4-Auswärtsniederlage mit einem 2:1-Heimerfolg besiegt. Für vier der fünf Tore zeichnete dabei Holter verantwortlich, den anderen Treffer erzielte Jan Hellström. Im Endspiel blieb die Mannschaft von IFK Norrköping jedoch ohne Torerfolg und musste sich dem IFK Göteborg geschlagen geben. Auch in der Spielzeit 1991 reichte es nur zum zweiten Rang in der Endabrechnung hinter dem Göteborger Verein.
Holter verließ 1992 sein Heimatland und schloss sich dem norwegischen Klub Brann Bergen an. Er blieb jedoch nicht lange in der Tippeligaen und kehrte im folgenden Jahr zum Amateurklub Linköpings FF nach Schweden zurück. 1994 war er wieder für IFK Norrköping in der Allsvenskan aktiv, nach einer Spielzeit wechselte er jedoch erneut in den Amateurbereich. Zunächst eine Spielzeit beim seinerzeitigen Drittligisten Karlstad BK aktiv, wechselte er 1996 zum Ligakonkurrenten BK Olympic aus Malmö. Anschließend lief er noch für BK Näset und Tomelilla IF auf.
Später war Holter für verschiedene Amateurvereine als Trainer tätig.